# Medaliści mistrzostw świata w kolarstwie torowym – sprint drużynowy zawodowców
Pełna lista medalistów mistrzostw świata w kolarstwie torowym w sprincie drużynowym zawodowców.

## Medaliści
| Rok i miejsce          | Złoto                                                                                      | Srebro                                                                                                | Brąz                                                                                |
| ---------------------- | ------------------------------------------------------------------------------------------ | --- | ----------------------------------------------------------------------------------- |
| 1995 Bogota            | Niemcy · Jan van Eijden · Michael Hübner · Jens Fiedler                                    | Francja · Benoît Vétu · Florian Rousseau · Hervé Thuet                                                | Stany Zjednoczone · Marty Nothstein · Erin Hartwell · William Clay                  |
| 1996 Manchester        | Australia · Darryn Hill · Shane Kelly · Gary Neiwand                                       | Niemcy · Michael Hübner · Jens Fiedler · Sören Lausberg                                               | Francja · Laurent Gané · Florian Rousseau · Hervé Thuet                             |
| 1997 Perth             | Francja · Vincent Le Quellec · Florian Rousseau · Arnaud Tournant                          | Niemcy · Sören Lausberg · Eyk Pokorny · Jan van Eijden                                                | Australia · Danny Day · Shane Kelly · Sean Eadie                                    |
| 1998 Bordeaux          | Francja · Vincent Le Quellec · Florian Rousseau · Arnaud Tournant                          | Australia · Danny Day · Shane Kelly · Graham Sharman                                                  | Niemcy · Sören Lausberg · Stefan Nimke · Eyk Pokorny                                |
| 1999 Berlin            | Francja · Laurent Gané · Florian Rousseau · Arnaud Tournant                                | Wielka Brytania · Chris Hoy · Craig MacLean · Jason Queally                                           | Hiszpania · José Antonio Villanueva · José Antonio Escuredo · Salvador Meliá        |
| 2000 Manchester        | Francja · Laurent Gané · Florian Rousseau · Arnaud Tournant                                | Wielka Brytania · Chris Hoy · Craig MacLean · Jason Queally                                           | Hiszpania · José Antonio Villanueva · José Antonio Escuredo · Salvador Meliá        |
| 2001 Antwerpia         | Francja · Laurent Gané · Florian Rousseau · Arnaud Tournant                                | Australia · Jobie Dajka · Ryan Bayley · Sean Eadie                                                    | Wielka Brytania · Chris Hoy · Craig MacLean · Jason Queally                         |
| 2002 Kopenhaga         | Wielka Brytania · Jamie Staff · Chris Hoy · Craig MacLean                                  | Australia · Jobie Dajka · Ryan Bayley · Sean Eadie                                                    | Niemcy · Jens Fiedler · Sören Lausberg · Carsten Bergemann                          |
| 2003 Stuttgart         | Niemcy · Jens Fiedler · René Wolff · Carsten Bergemann                                     | Francja · Laurent Gané · Mickaël Bourgain · Arnaud Tournant                                           | Wielka Brytania · Chris Hoy · Craig MacLean · Jamie Staff                           |
| 2004 Melbourne         | Francja · Laurent Gané · Mickaël Bourgain · Arnaud Tournant                                | Hiszpania · José Antonio Escuredo · Salvador Meliá · José Antonio Villanueva                          | Wielka Brytania · Chris Hoy · Craig MacLean · Jamie Staff                           |
| 2005 Los Angeles       | Wielka Brytania · Chris Hoy · Jamie Staff · Jason Queally                                  | Holandia · Theo Bos · Teun Mulder · Tim Veldt                                                         | Niemcy · Matthias John · Stefan Nimke · René Wolff                                  |
| 2006 Bordeaux          | Francja · Grégory Baugé · Mickaël Bourgain · Arnaud Tournant                               | Wielka Brytania · Chris Hoy · Craig MacLean · Jamie Staff                                             | Australia · Ryan Bayley · Shane Kelly · Shane Perkins                               |
| 2007 Palma de Mallorca | Francja · Grégory Baugé · Mickaël Bourgain · Kévin Sireau                                  | Wielka Brytania · Ross Edgar · Chris Hoy · Craig MacLean                                              | Niemcy · Robert Förstemann · Maximilian Levy · Stefan Nimke                         |
| 2008 Manchester        | Francja · Grégory Baugé · Kévin Sireau · Arnaud Tournant                                   | Wielka Brytania · Ross Edgar · Chris Hoy · Craig MacLean                                              | Holandia · Theo Bos · Teun Mulder · Tim Veldt                                       |
| 2009 Pruszków          | Francja · Grégory Baugé · Kévin Sireau · Mickaël Bourgain                                  | Wielka Brytania · Matthew Crampton · Jason Kenny · Jamie Staff                                        | Niemcy · René Enders · Robert Förstemann · Stefan Nimke                             |
| 2010 Kopenhaga         | Niemcy · Maximilian Levy · Robert Förstemann · Stefan Nimke                                | Francja · Grégory Baugé · Kévin Sireau · Michaël D’Almeida                                            | Wielka Brytania · Ross Edgar · Jason Kenny · Chris Hoy                              |
| 2011 Apeldoorn         | Francja · Grégory Baugé · Kévin Sireau · Michaël D’Almeida                                 | Niemcy · Maximilian Levy · René Enders · Stefan Nimke                                                 | Wielka Brytania · Matthew Crampton · Chris Hoy · Jason Kenny                        |
| 2012 Melbourne         | Australia · Shane Perkins · Matthew Glaetzer · Scott Sunderland                            | Francja · Grégory Baugé · Kévin Sireau · Michaël D’Almeida                                            | Nowa Zelandia · Ethan Mitchell · Sam Webster · Edward Dawkins                       |
| 2013 Mińsk             | Niemcy · René Enders · Stefan Bötticher · Maximilian Levy                                  | Nowa Zelandia · Sam Webster · Ethan Mitchell · Edward Dawkins                                         | Francja · Julien Palma · François Pervis · Michaël D’Almeida                        |
| 2014 Cali              | Nowa Zelandia · Sam Webster · Ethan Mitchell · Edward Dawkins                              | Niemcy · René Enders · Robert Förstemann · Maximilian Levy                                            | Francja · Grégory Baugé · Kévin Sireau · Michaël D’Almeida                          |
| 2015 Paryż             | Francja · Grégory Baugé · Kévin Sireau · Michaël D’Almeida                                 | Nowa Zelandia · Sam Webster · Ethan Mitchell · Edward Dawkins                                         | Niemcy · René Enders · Robert Förstemann · Joachim Eilers                           |
| 2016 Londyn            | Nowa Zelandia · Sam Webster · Ethan Mitchell · Edward Dawkins                              | Holandia · Nils van ’t Hoenderdaal · Jeffrey Hoogland · Matthijs Büchli                               | Niemcy · René Enders · Max Niederlag · Joachim Eilers                               |
| 2017 Hongkong          | Nowa Zelandia · Sam Webster · Ethan Mitchell · Edward Dawkins                              | Holandia · Nils van ’t Hoenderdaal · Jeffrey Hoogland · Matthijs Büchli · Theo Bos · Harrie Lavreysen | Francja · Benjamin Edelin · Quentin Lafargue · Sebastien Vigier · François Pervis   |
| 2018 Apeldoorn         | Holandia · Nils van ’t Hoenderdaal · Harrie Lavreysen · Jeffrey Hoogland · Matthijs Büchli | Wielka Brytania · Jack Carlin · Ryan Owens · Jason Kenny · Philip Hindes · Joseph Truman              | Francja · François Pervis · Sebastien Vigier · Quentin Lafargue · Michaël D'Almeida |
| 2019 Pruszków          | Holandia · Roy van den Berg · Harrie Lavreysen · Matthijs Büchli · Jeffrey Hoogland        | Francja · Grégory Baugé · Sebastien Vigier · Michaël D'Almeida · Quentin Lafargue                     | Rosja · Dienis Dmitrijew · Aleksandr Szarapow · Pawieł Jakuszewskij                 |
| 2020 Berlin            | Holandia · Roy van den Berg · Harrie Lavreysen · Matthijs Büchli · Jeffrey Hoogland        | Wielka Brytania · Ryan Owens · Jack Carlin · Jason Kenny                                              | Australia · Thomas Cornish · Nathan Hart · Matthew Richardson                       |
| 2021 Roubaix           | Holandia · Roy van den Berg · Harrie Lavreysen · Jeffrey Hoogland                          | Francja · Florian Grengbo · Sébastien Vigier · Rayan Helal                                            | Niemcy · Nik Schröter · Stefan Bötticher · Joachim Eilers · Marc Jurczyk            |
| 2022 Montigny          | Australia · Matthew Glaetzer · Leigh Hoffman · Matthew Richardson · Thomas Cornish         | Holandia · Jeffrey Hoogland · Harrie Lavreysen · Roy van den Berg                                     | Wielka Brytania · Jack Carlin · Alistair Fielding · Hamish Turnbull                 |

## Tabela medalowa
Stan po MŚ 2022
| Miejsce | Państwo           |    |   |   | Razem |
| ------- | ----------------- | -- | - | - | ----- |
| 1.      | Francja           | 12 | 6 | 5 | 23    |
| 2.      | Niemcy            | 4  | 4 | 8 | 16    |
| 3.      | Holandia          | 4  | 4 | 1 | 9     |
| 4.      | Australia         | 3  | 3 | 3 | 9     |
| 5.      | Nowa Zelandia     | 3  | 2 | 1 | 6     |
| 6.      | Wielka Brytania   | 2  | 8 | 6 | 16    |
| 7.      | Hiszpania         | 0  | 1 | 1 | 2     |
| 8.      | Rosja             | 0  | 0 | 1 | 1     |
| 8.      | Stany Zjednoczone | 0  | 0 | 1 | 1     |